# Mistrzostwa Polski w siatkówce plażowej mężczyzn
Mistrzostwa Polski w siatkówce plażowej mężczyzn – zawody rozgrywane od 1994 roku pod patronatem PZPS mające na celu wyłonienie najlepszej polskiej męskiej drużyny w siatkówce plażowej. Pierwszy finał został rozegrany w Sopocie, a tytuł Mistrzów Polski wywalczyli Janusz Bułkowski oraz Zbigniew Żukowski.

## Zwycięzcy
| Sezon | Miasto         | I miejsce                           | II miejsce                            | III miejsce                           |
| ----- | -------------- | ----------------------------------- | ------------------------------------- | ------------------------------------- |
| 1994  | Sopot          | Janusz Bułkowski Zbigniew Żukowski  | Zdzisław Jabłoński Albert Semeniuk    | Jarosław Jasiński Rafał Legień        |
| 1995  | Sopot          | Janusz Bułkowski Zbigniew Żukowski  | Jarosław Piotrowski Paweł Kadłubowski | Andrzej Kowal Robert Głogowski        |
| 1996  | Krynica Morska | Janusz Bułkowski Zbigniew Żukowski  | Marian Kardas Waldemar Kasprzak       | Jarosław Piotrowski Paweł Kadłubowski |
| 1997  | Ełk            | Bartosz Bachorski Paweł Kadłubowski | Sebastian Winiarski Piotr Wesołowski  | Janusz Bułkowski Zbigniew Żukowski    |
| 1998  | Sopot          | Janusz Bułkowski Bartosz Bachorski  | Zbigniew Żukowski Dariusz Luks        | Jarosław Piotrowski Dariusz Parkitny  |
| 1999  | Krynica Morska | Janusz Bułkowski Bartosz Bachorski  | Zbigniew Żukowski Marek Antoniuk      | Jarosław Piotrowski Dariusz Parkitny  |
| 2000  | Stare Jabłonki | Janusz Bułkowski Bartosz Bachorski  | Jarosław Piotrowski Dariusz Parkitny  | Zbigniew Żukowski Dariusz Luks        |
| 2001  | Krynica Morska | Bartosz Bachorski Janusz Bułkowski  | Zbigniew Żukowski Dariusz Luks        | Piotr Wesołowski Edward Pawlun        |
| 2002  | Niechorze      | Daniel Pliński Damian Lisiecki      | Zbigniew Żukowski Dariusz Luks        | Piotr Wesołowski Edward Pawlun        |
| 2003  | Niechorze      | Damian Lisiecki Daniel Pliński      | Dariusz Luks Zbigniew Żukowski        | Dariusz Parkitny Rafał Matusiak       |
| 2004  | Niechorze      | Daniel Pliński Zbigniew Żukowski    | Piotr Głogowski Norbert Okuń          | Emil Siewiorek Dariusz Parkitny       |
| 2005  | Krynica Morska | Krzysztof Hajbowicz Damian Lisiecki | Dominik Witczak Grzegorz Klimek       | Emil Siewiorek Marcin Iglewski        |
| 2006  | Niechorze      | Michał Krymarys Dominik Witczak     | Rafał Szternel Tomasz Sińczak         | Damian Lisiecki Piotr Głogowski       |
| 2007  | Niechorze      | Michał Kądzioła Jakub Szałankiewicz | Patryk Fogel Mariusz Prudel           | Marcin Nowak Rafał Matusiak           |
| 2008  | Sopot          | Damian Lisiecki Dominik Witczak     | Grzegorz Fijałek Mariusz Prudel       | Kamil Łyczko Adam Łukasik             |
| 2009  | Niechorze      | Grzegorz Fijałek Mariusz Prudel     | Damian Lisiecki Dominik Witczak       | Michał Kubiak Tomasz Wieczorek        |
| 2010  | Niechorze      | Rafał Szternel Damian Wojtasik      | Tomasz Sińczak Rafał Matusiak         | Grzegorz Klimek Dominik Witczak       |
| 2011  | Niechorze      | Sebastian Sobczak Piotr Janiak      | Bartosz Łosiak Piotr Kantor           | Grzegorz Klimek Dominik Witczak       |
| 2012  | Niechorze      | Jarosław Lech Damian Wojtasik       | Piotr Janiak Sebastian Sobczak        | Maciej Rudol Maciej Kosiak            |
| 2013  | Niechorze      | Grzegorz Fijałek Mariusz Prudel     | Piotr Kantor Bartosz Łosiak           | Maciej Rudol Maciej Kosiak            |
| 2014  | Kraków         | Piotr Kantor Bartosz Łosiak         | Dominik Witczak Damian Wojtasik       | Michał Kądzioła Jakub Szałankiewicz   |
| 2015  | Kraków         | Grzegorz Fijałek Mariusz Prudel     | Kacper Kujawiak Michał Bryl           | Piotr Kantor Bartosz Łosiak           |
| 2016  | Września       | Grzegorz Fijałek Mariusz Prudel     | Michał Bryl Kacper Kujawiak           | Piotr Kantor Bartosz Łosiak           |
| 2017  | Mysłowice      | Piotr Kantor Bartosz Łosiak         | Kacper Kujawiak Mariusz Prudel        | Michał Bryl Grzegorz Fijałek          |
| 2018  | Kraków         | Piotr Kantor Bartosz Łosiak         | Michał Bryl Grzegorz Fijałek          | Kacper Kujawiak Maciej Rudol          |
| 2019  | Toruń          | Michał Bryl Grzegorz Fijałek        | Maciej Rudol Jakub Szałankiewicz      | Michał Kądzioła Marcin Ociepski       |
| 2020  | Mysłowice      | Michał Bryl Mikołaj Miszczuk        | Piotr Kantor Bartosz Łosiak           | Mariusz Prudel Jakub Szałankiewicz    |
| 2021  | Mysłowice      | Jakub Zdybek Paweł Lewandowski      | Michał Bryl Bartosz Łosiak            | Mariusz Prudel Jakub Szałankiewicz    |
| 2022  | Września       | Marcin Ociepski Michał Kądzioła     | Piotr Kantor Jakub Szałankiewicz      | Jakub Zdybek Paweł Lewandowski        |
| 2023  | Stare Jabłonki | Jędrzej Brożyniak Piotr Janiak      | Mateusz Podborączyński Adam Lorenc    | Filip Lejawa Szymon Beta              |
| 2024  | Warszawa       | Piotr Kantor Jakub Zdybek           | Maciej Rudol Mateusz Florczyk         | Jędrzej Brożyniak Piotr Janiak        |

## Klasyfikacja medalowa
Klasyfikacja medalowa obejmuje sezony 1994-2021.
| Miejsce | Imię i nazwisko     |   |   |   | Razem |
| ------- | ------------------- | - | - | - | ----- |
| 1.      | Janusz Bułkowski    | 7 | 0 | 1 | 8     |
| 2.      | Grzegorz Fijałek    | 5 | 2 | 1 | 8     |
| 3.      | Bartosz Bachorski   | 5 | 0 | 0 | 5     |
| 4.      | Zbigniew Żukowski   | 4 | 5 | 2 | 11    |
| 5.      | Mariusz Prudel      | 4 | 3 | 2 | 9     |
| 6.      | Damian Lisiecki     | 4 | 1 | 1 | 6     |
| 7.      | Bartosz Łosiak      | 3 | 4 | 2 | 9     |
| 8.      | Piotr Kantor        | 3 | 3 | 2 | 8     |
| 9.      | Daniel Pliński      | 3 | 0 | 0 | 3     |
| 10.     | Michał Bryl         | 2 | 4 | 1 | 7     |
| 11.     | Dominik Witczak     | 2 | 3 | 2 | 7     |
| 12.     | Damian Wojtasik     | 2 | 1 | 0 | 3     |
| 13.     | Michał Kądzioła     | 2 | 0 | 2 | 4     |
| 14.     | Jakub Szałankiewicz | 1 | 1 | 3 | 5     |
| 15.     | Paweł Kadłubowski   | 1 | 1 | 1 | 3     |
| 16.     | Rafał Szternel      | 1 | 1 | 0 | 2     |
| =       | Sebastian Sobczak   | 1 | 1 | 0 | 2     |
| =       | Piotr Janiak        | 1 | 1 | 0 | 2     |
| 19.     | Krzysztof Hajbowicz | 1 | 0 | 0 | 1     |
| =       | Michał Krymarys     | 1 | 0 | 0 | 1     |
| =       | Jarosław Lech       | 1 | 0 | 0 | 1     |
| =       | Mikołaj Miszczuk    | 1 | 0 | 0 | 1     |
| =       | Jakub Zdybek        | 1 | 0 | 0 | 1     |
| =       | Paweł Lewandowski   | 1 | 0 | 0 | 1     |
| 25.     | Dariusz Luks        | 0 | 4 | 1 | 5     |
| 26.     | Kacper Kujawiak     | 0 | 3 | 1 | 4     |
| 27.     | Jarosław Piotrowski | 0 | 2 | 3 | 5     |
| 28.     | Tomasz Sińczak      | 0 | 2 | 0 | 2     |
| 29.     | Dariusz Parkitny    | 0 | 1 | 4 | 5     |
| 30.     | Maciej Rudol        | 0 | 1 | 3 | 4     |
| 31.     | Piotr Wesołowski    | 0 | 1 | 2 | 3     |
| =       | Rafał Matusiak      | 0 | 1 | 2 | 3     |
| =       | Grzegorz Klimek     | 0 | 1 | 2 | 3     |
| 34.     | Piotr Głogowski     | 0 | 1 | 1 | 2     |
| 35.     | Zdzisław Jabłoński  | 0 | 1 | 0 | 1     |
| =       | Albert Semeniuk     | 0 | 1 | 0 | 1     |
| =       | Marian Kardas       | 0 | 1 | 0 | 1     |
| =       | Waldemar Kasprzak   | 0 | 1 | 0 | 1     |
| =       | Sebastian Winiarski | 0 | 1 | 0 | 1     |
| =       | Norbert Okuń        | 0 | 1 | 0 | 1     |
| =       | Patryk Fogel        | 0 | 1 | 0 | 1     |
| =       | Marek Antoniuk      | 0 | 1 | 0 | 1     |
| 43.     | Emil Siewiorek      | 0 | 0 | 2 | 2     |
| =       | Edward Pawlun       | 0 | 0 | 2 | 2     |
| =       | Maciej Kosiak       | 0 | 0 | 2 | 2     |
| 46.     | Jarosław Jasiński   | 0 | 0 | 1 | 1     |
| =       | Andrzej Kowal       | 0 | 0 | 1 | 1     |
| =       | Robert Głogowski    | 0 | 0 | 1 | 1     |
| =       | Marcin Iglewski     | 0 | 0 | 1 | 1     |
| =       | Marcin Nowak        | 0 | 0 | 1 | 1     |
| =       | Kamil Łyczko        | 0 | 0 | 1 | 1     |
| =       | Adam Łukasik        | 0 | 0 | 1 | 1     |
| =       | Michał Kubiak       | 0 | 0 | 1 | 1     |
| =       | Tomasz Wieczorek    | 0 | 0 | 1 | 1     |
| =       | Rafał Legień        | 0 | 0 | 1 | 1     |
| =       | Marcin Ociepski     | 0 | 0 | 1 | 1     |